# 보츠와나 인민당
보츠와나 인민당(Botswana People's Party, BPP)은 식민지 시대인 1960년 12월에 결성된 보츠와나의 정당이다. 본래 베추아날란드 인민당(Bechuanaland People's Party)이었다.

## 역사
1960년 3월 샤프빌 학살 이후 남아프리카 망명자들의 유입으로 간접적으로 자극을 받아 결성되었다. 이 당의 조직은 아프리카 민족회의(ANC)에 기반을 두었지만, 당 내부 갈등이 빠르게 심화되어 세레체 카마 당시 대통령에 대한 야당이 되었다.
인민당의 주요 목표는 베추아날란드의 주민들을 식민지로부터 해방하는 것이었다. 이후 1966년 9월 보츠와나는 독립하게 된다.
남아프리카 연방의 테러방지법에 따라 반역죄로 재판을 받았던 모차마이 음포가 보츠와나 인민당은 사무총장이었다. 1965년 첫 번째 총선거 동안 내부 분열이 발생하였고, 엠포의 지도 하에 베추아날란드 독립당 (현재의 보츠와나 독립당)이 탄생하였다. 첫 번째 총선은 1965년 3월 실시되었고, 베추아날란드 민주당(현재의 보츠와나 민주당)이 압승하여 31개 의석 중 28개를 차지하였다. 인민당은 3석을 차지하였다.

## 강령
보츠와나 인민당의 강령:
- 민주 국가로서 사회적, 경제적, 인종적, 부족적 또는 종교적 차별 없이 모든 민족 및 언어 집단에 대한 평등을 기반으로 한 통일 촉진
- 웰빙과 삶의 질
- 조국 내 전인의 공동 재산으로 지정된 토지와 광물의 적절한 사용
- 전인에게 높은 수준의 생산성과 행복을 보장하는 일자리와 근무 조건 제공
- 법 앞에서의 생명, 자유, 안전 및 평등에 대한 권리
- 사회, 경제, 정치, 문화 생활에서의 표현, 결사 및 평화적 집회의 자유
- 신앙의 자유